# Bridgeman Art Library contro Corel Corporation
Il contenzioso legale intercorso tra la Bridgeman Art Library e la Corel Corporation, chiamato Bridgeman Art Library v. Corel Corp. nella terminologia legale anglosassone, ha determinato un giudizio da parte della corte distrettuale meridionale di New York che stabilisce che fedeli riproduzioni fotografiche di immagini nel pubblico dominio non possono essere protette da copyright in quanto tali copie difettano di originalità. Per quanto un'accurata riproduzione richieda grande capacità, esperienza e sforzo, l'elemento chiave del copyright, secondo la legge statunitense, richiede che il materiale da tutelare mostri una sufficiente quantità di creatività e originalità.

## Fatti
Il contenzioso ha avuto origine dal tentativo della Bridgeman Art Library di mettere in dubbio il diritto della Corel di riprodurre diapositive ad alta definizione che la Bridgeman aveva avuto cura di produrre per archiviare dipinti originali di pubblico dominio.

## Dibattito
La Bridgeman evidenziò che il diritto inglese e quello gallese sembrano sancire la possibilità anche per tali riproduzioni di essere protette da copyright, ma la corte rigettò l'argomentazione secondo cui questi casi andassero applicati anche alla giurisdizione statunitense: «poiché la Corte giudica irrilevante il rilievo avanzato, essa è persuasa del fatto che il diritto invocato dalla parte risulterebbe nullo anche se si applicasse la legge del Regno Unito».
Eventi recenti hanno gettato più d'un'ombra sulla validità delle sentenze britanniche interpretate dalla corte distrettuale americana. Il britannico Museum Copyright Group ha fatto richiesta di una consulenza legale che ha contraddetto le sentenze; nel maggio del 2007, è stata riproposta la questione da due professori di diritto del Queen Mary College dell'Università di Londra, specialisti in proprietà intellettuale: anch'essi si sono espressi a favore della Bridgeman e contro la Corel. Secondo la legge britannica sul diritto d'autore, che i giudici americani sembrano avere frainteso, ogni porzione di destrezza, capacità, lavoro e capacità di giudizio dell'autore è tutelabile in quanto ritenuta latrice di originalità. Così sarebbe, ad esempio, nella riproduzione fotografica ad alta definizione di dipinti.